# Evgenija Berkovič
Evgenija Borisovna Berkovič, nota anche come Zhenya Berkovich o Jena Berkovich (in russo Евгения Борисовна Беркович?; Leningrado, 29 aprile 1985), è una regista teatrale, poetessa e drammaturga russa, membro del "Seventh Studio" di Kirill Serebrennikov.
È di famiglia ebrea e proviene da una famiglia con tradizioni politiche e artistiche. Ha realizzato diverse opere critiche sulla situazione politica russa, come sui processi di Giovanna d'Arco come metafora del sistema giudiziario russo, sul processo al poeta dissidente sovietico Iosif Brodskij e poesie di tono antimilitarista e pacifista.
Il 4 maggio 2023 è stata arrestata insieme alla sceneggiatrice Svetlana Petrijčuk con l'accusa di aver "giustificato il terrorismo" tramite un'opera teatrale, Finist, il chiaro falco (2020), che racconta la storia di alcune donne musulmane o convertite russe, kazake e uzbeke sposate o innamorate a uomini conosciuti su internet, che si sono poi arruolati come jihadisti dell'ISIS, e li avevano raggiunti in Siria; al ritorno furono condannate per sostegno al terrorismo. Lo spettacolo, costruito per raccontare la reale storia di queste donne e mettere in guardia dal pericolo della radicalizzazione on line, inizialmente ricevette la "Maschera d’oro", importante premio della critica in Russia, e il patrocinio del Ministero della Cultura, e venne replicato numerose volte. Solo dopo che la regista venne temporaneamente arrestata in diverse proteste contro l'invasione russa dell'Ucraina del 2022, scrivendo due poesie contro la guerra, il dramma è stato vietato e lei entrò nel mirino della giustizia.
L'8 luglio 2024, Petrijčuk e Berkovič sono state condannate a sei anni di carcere per il contenuto del loro spettacolo, ridotti di alcuni mesi in appello. Si tratta del primo caso di intellettuali russi condannati per il contenuto artistico di un'opera dai tempi dell'Unione Sovietica. Entrambe hanno rifiutato le accuse affermando che il loro spettacolo trasmette un messaggio contrario al terrorismo, e la loro condanna è un semplice effetto dell'opposizione alla guerra e alla politica del governo di Putin. Il verdetto è stato considerato un processo farsa politicamente motivato, il mondo della cultura internazionale e in parte russo si è schierato in sua difesa, e Amnesty International ha nominato entrambe prigioniere di coscienza. Il premio Nobel per la pace Dmitrij Muratov ha scritto che "nel XXI secolo, non si possono arrestare persone per uno spettacolo. Mettete al bando gli assassini, non i poeti".

## Biografia

### Famiglia
Berkoviĉ è ebrea, nata a Leningrado, oggi San Pietroburgo. Il suo bisnonno paterno, Lev Maizelis, fu accusato di cospirazione e giustiziato nel 1938 durante le Grandi purghe di Stalin. Sua nonna materna era Nina Katerli (1934-2023), scrittrice, pubblicista e attivista per i diritti umani. Suo nonno voleva diventare regista, ma a causa dell'antisemitismo in URSS, non fu accettato in nessuna scuola di recitazione. Da lui, Berkoviĉ ha acquisito il suo amore per il teatro. I genitori di Berkovič sono Elena Michailovna Efros, un'attivista per i diritti umani, e Boris Berkovich, un poeta. I suoi genitori divorziarono quando lei era bambina e suo padre emigrò in Israele e si risposò. Ha una sorella gemella, Marija.
Berkovič è sposata con Nikolaj Matveev, anche lui professionista del teatro. Hanno adottato nel 2019 due ragazze con lieve disabilità di 13 e 15 anni nel 2019.

### Carriera
Nel 2007, Berkovič si è laureata in management teatrale presso l'Istituto Statale Russo di Arti Performative. Dal 2003 al 2008, ha lavorato al Teatro della Creatività Giovanile di San Pietroburgo come regista e insegnante. Nel 2008 si è iscritta alla Scuola di Teatro d'Arte di Mosca, specializzandosi in regia, nel corso di Kirill Serebrennikov. Durante gli studi, insieme ai registi Ilya Shagalov, Maxim Myshansky e Aleksandr Sozonov, ha lavorato allo spettacolo poetico Ramo Rosso [Poesia di Megapolis], presentato al Winzavod.
Ha messo in scena L'Allodola come tesi di laurea. Lo spettacolo, presentato nel 2012 al Moscow Chekhov Art Theatre, utilizzava il processo di Giovanna d'Arco come metafora della giustizia della corte russa.

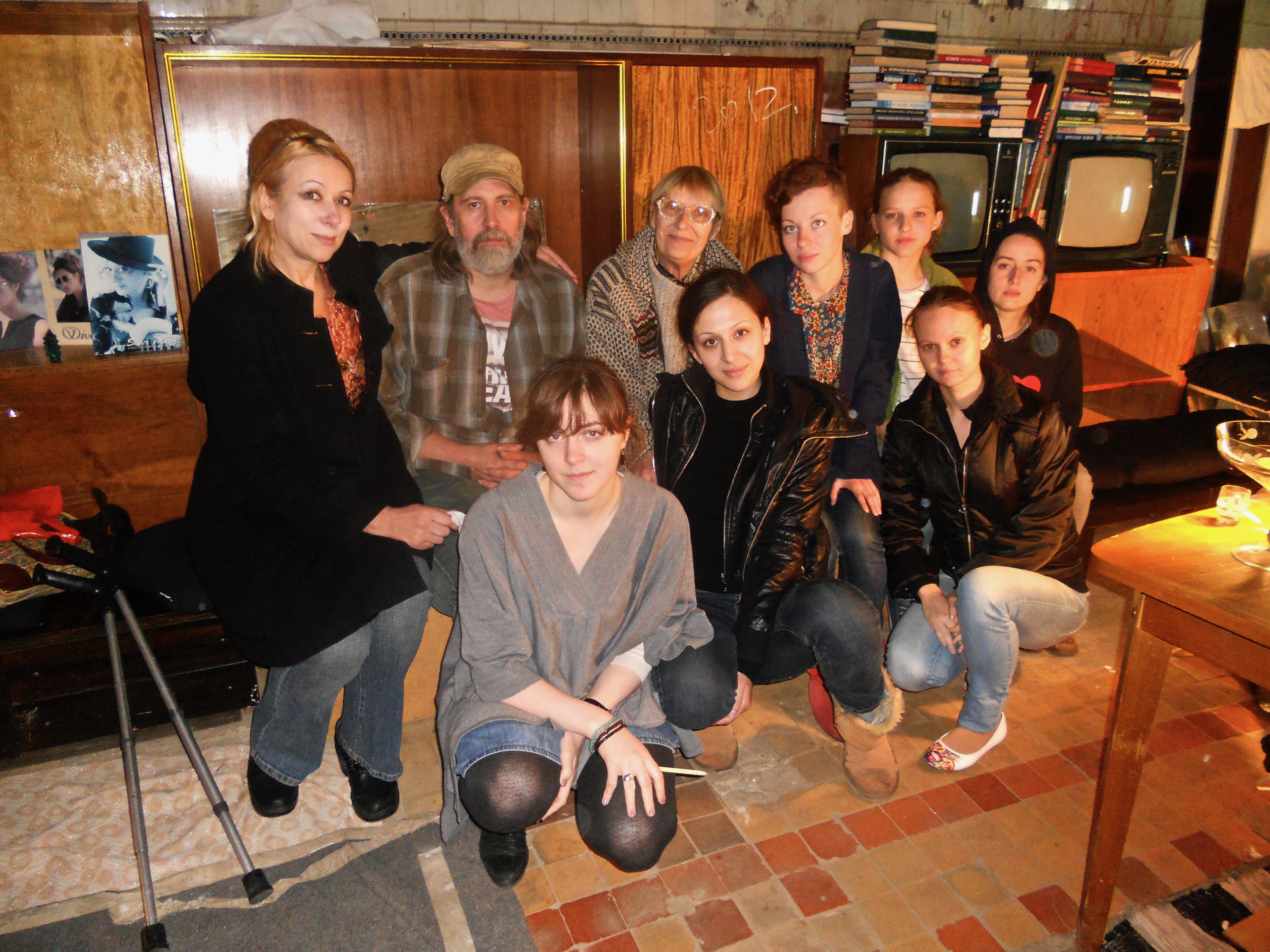
Berkovič con il gruppo di lavoro Platform assieme a Vadim Levanov

Nello stesso anno, nell'ambito del progetto "Platform" presso il Winzavod, ha messo in scena la prima russa dell'opera "Autland" di Sergej Nevskij, basata su testi e poesie di persone con DSA. La produzione ha ricevuto recensioni contrastanti dalla critica: alcuni l'hanno elogiata per una "riflessione ingenua ma accurata" della musica di Nevskij, mentre altri hanno menzionato "la drammaticità piatta e il regia carina ma non necessaria'. Anche l'opera successiva di Berkovič, la pièce teatrale "L'uomo che non lavorava. Il processo a Joseph Brodsky" (2012), ha ricevuto un'accoglienza contrastante. Lo spettacolo era basato sulla poesia di Brodskij e sulla registrazione del processo di Frida Vigdorova. Tra gli altri suoi lavori, la comunità teatrale ha notato il suo "Sunny Line" basato sull'opera di Ivan Vyrypaev. Lo spettacolo è stato rappresentato nel 2018 al New Stage del Teatro Alexandrinsky
Nel 2018, Berkovič ha fondato la compagnia teatrale indipendente "Daughters of SOSO". La prima produzione del progetto è stata l'opera teatrale di Berkovich "Counting game", basata sull'omonimo libro di Tamta Melashvili, una storia su due adolescenti durante la guerra tra Georgia e Abkhazia.

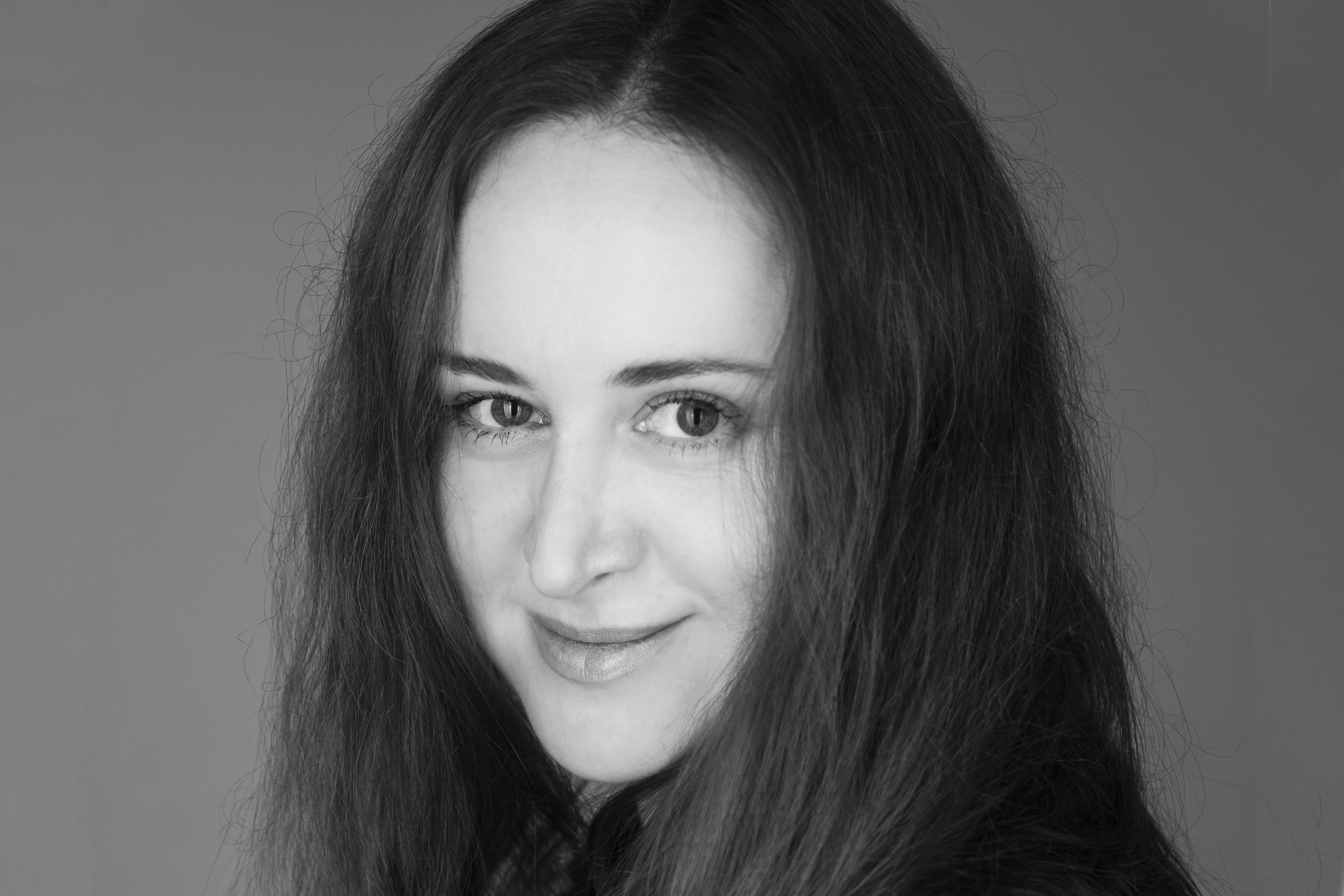
Svetlana Petrijčuk, sceneggiatrice dell'opera incriminata e arrestata con Berkovič

Successivamente, ha messo in scena le opere teatrali Our Treasure e Rice Dog.
Nel 2020, Berkovich ha messo in scena l'opera teatrale Finist, il chiaro falco (Finist Jasnyj Sokol, letteralmente "Finist, falco luminoso"), scritta da Svetlana Petrijčuk nel 2019, incentrata su un gruppo di donne soprannominate "spose dell'Isis". Nel 2022, l'opera ha ricevuto il premio per i Migliori Costumi al festival Maschera d'oro, e Petrijčuk ha vinto il premio per la Migliore Drammaturga per il suo lavoro. Lo spettacolo ha anche ricevuto fondi pubblici del Ministero della Cultura e nel 2019 è stata letta alle detenute di una prigione femminile in Siberia come "opera educativa, ricevendo elogi dal Servizio Penitenziario Federale russo.

### Pressioni statali e arresti
Nel maggio 2022, Berkovich ha scritto due poesie sull'invasione russa dell'Ucraina del 2022. Nella prima, un nonno veterano della seconda guerra mondiale appare al nipote nel 2022 e gli chiede di non indossare il suo ritratto alla parata. 
Nella seconda poesia ha scritto sull'attacco aereo al teatro di Mariupol'. Ha anche partecipato a una protesta contro l'invasione il giorno in cui è iniziata, per la quale è stata arrestata e detenuta per 11 giorni. Berkovich ha sostenuto l'associazione per i diritti umani Memorial, sciolta dal regime.
Secondo TV Rain, il magnate dei media russo, produttore e attore Nikita Michalkov, un forte sostenitore di Putin, ha denunciato per sostegno al terrorismo Berkovič, Petrijčuk e il dramma "Finist, il chiaro falco", scrivendo ad Aleksandr Bastrykin, capo del Comitato investigativo della Russia, dopo avergli parlato direttamente in una struttura termale, benché lo abbia negato. Ciò è servito da catalizzatore per il loro arresto.
Il 4 maggio 2023, Berkovič e la sua collega Svetlana Petrijčuk, anche lei drammaturga e sceneggiatrice, sono state arrestate come sospettate in un procedimento penale per "giustificazione del ter''rorismo" ("incitamento pubblico ad attività terroristiche o giustificazione pubblica del terrorismo", punibile ai sensi dell'articolo 205.2 del Codice penale russo) nel caso "Finist, il chiaro falco". Poco prima aveva scritto un post su Facebook, poi cancellato, in cui chiedeva che i bambini ucraini orientali portati illegalmente in Russia potessero tornare a casa, e si offrì di adottarli. Poi cancellò il profilo a causa delle critiche. 
L'inchiesta penale contro Berkovič e Petrijĉuk è stata aperta ufficialmente in seguito a un rapporto del movimento ultraconservatore e di estrema destra "Movimento di Liberazione Nazionale della Russia", che l'ha accusata già precedentemente anche per il suo sostegno del femminismo, considerato un'idea malvista se non "estremista" in Russia. Berkovich ha dichiarato «beh, sì, sono femminista. È la mia posizione consapevole, motivata... Alla fine della giornata, sono una donna. Ma ci sono una quantità di circostanze nelle quali non ho bisogno di rivendicarlo. È importante, ma non penso che esiga di battersi all'ultimo sangue dalla mattina alla sera. Ho il diritto di chiamarmi nel modo che più mi piace».
Un'altra denuncia dell'opera teatrale è stata scritta da un attore di Nižnij Novgorod, Vladimir Karpuk, allievo di Michalkov, testimone d'accusa, antisemita e noto sostenitore del regime, che ha accusato il dramma di "infangare gli uomini russi", di trasmettere un sentimento di russofobia e di giustificare o scusare il terrorismo facendo apparire le donne protagoniste come delle vittime dei jihadisti, idea maturata mentre lui si trovava a Mariupol' in Ucraina occupata, quando nel giorno del compleanno di Putin (7 ottobre 2022) le forze armate ucraine fecero saltare il ponte di Crimea. Michalkov e altri testimoni non si sono presentati, per cui l'accusa ha presentato solo la denuncia di Karpuk, che pure disse di non aver visto il dramma fino a procedimento iniziato. L'esame e la relativa relazione di 125 pagine sono stati completati in un solo giorno, il 3 maggio.
L'accusa ha affermato che secondo l'"analisi di esperti" del tribunale l'opera "contiene segni dell'ideologia islamista e jihadista, nonché del femminismo radicale e della lotta contro la struttura sociale androcentrica della Russia" e le ha accusate di "intenti criminali" e "condividere l'Islam nelle sue forme estreme e aggressive", di propagare "un'ideologia di azione violenta contro le autorità statali e le autorità locali e di intimidazione della popolazione e altre forme di azioni illegali tramite la partecipazione a gruppi armati illegali e organizzazioni terroristiche internazionali", di avere "un'opinione positiva" sull'ISIS, "agendo coscientemente e riconoscendo il carattere pericoloso delle proprie azioni". La regista ha risposto all'atto d'accusa del procuratore con l'affermazione "mi è incomprensibile il rapporto tra me e questo insieme di parole". Gli osservatori neutrali hanno definito il procedimento come un processo farsa. Il perito Roman Silantev, studioso di Islam e autore di perizie basate sulla pseudoscienza della distruttologia (una teoria utilizzata da gruppi integralisti della Chiesa ortodossa russa per la lotta a sette e culti), che non rientra nell'elenco dei possibili tipi di esame forense leciti. Silantev è considerato islamofobo e paragona le ONG senza fini di lucro e i gruppi in difesa dei diritti umani alle organizzazioni terroristiche, e afferma che il "sostegno alle forze dell'opposizione e alle minoranze" dell'Occidente voglia "destabilizzare la situazione" come succede in Medio Oriente con la radicalizzazione islamica.
(Perizia del tribunale)
Le sedicenti esperte Galina Chizrieva, Svetlana Močalova e Elena Zamyševskaja collegarono l'opera ad una sorta di mix contraddittorio di fondamentalismo islamico e terrorismo ispirato al femminismo radicale. È stato obiettato che ritenere l'opera pro-terrorismo è come accusare Delitto e castigo di Dostoevskij di essere un'apologia dell'omicidio.

### Sentenza
Circa 16.000 persone in Russia hanno firmato una petizione in favore delle due autrici, in calce a una lettera aperta in sostegno di Berkovič e Petrijčuk pubblicata da Novaja Gazeta e scritta dal direttore, il premio Nobel Dmitrij Muratov; anche la lettera riprende le dichiarazioni difensive affermando che Finist Yasny Sokol «trasmette chiaramente un sentimento antiterrorista», e che nell'opera i terroristi islamici sono chiaramente rappresentati come oppressori e fanatici.
Il 20 novembre 2023, dopo l'annuncio della morte della nonna di Berkovich, Nina Katerli, 23 personaggi pubblici russi, tra cui Muratov, l'ex conduttore televisivo Ivan Urgant, gli attori Chulpan Khamatova, Ksenia Rappoport e Evgenij Vital'evič Mironov, hanno scritto una lettera aperta alla Commissaria per i diritti umani Tat'jana Moskalkova, chiedendole di aiutarla a liberare Berkovich, in modo che potesse rendere omaggio alla nonna. La lettera è stata pubblicata su Novaja Gazeta. A Berkovič è stato permesso di partecipare al funerale di sua nonna, e poi è tornata in detenzione.
In seguito ha descritto il viaggio di 700 km da Mosca a San Pietroburgo come una tortura, avendo trascorso 25 ore in un furgone per il trasporto dei prigionieri senza riscaldamento, vestiti caldi, cibo e acqua. Secondo lei, era impossibile stare in piedi, sedersi o dormire, e le è stato permesso andare in bagno solo due volte. L'amministrazione penitenziaria ha proibito la trasmissione di lettere a Berkovich sulla base del fatto che troppi messaggi non superavano la censura carceraria.
Il processo contro Berkovič e Petrijčuk iniziò il 20 maggio 2024 davanti a un tribunale militare competente per i casi definiti terrorismo. Berkovich pronunciò un'autodifesa in versi poetici. 
Al Festival di Cannes 2024, Kirill Serebrennikov, durante la presentazione del suo film Limonov: The Ballad, ha mostrato una loro foto per protestare contro la loro detenzione e il processo.
L'8 luglio 2024, il giudice Yury Massin ha condannato Berkovič e Petrijčuk a 6 anni di carcere. La sentenza è stata ampiamente condannata dai colleghi del mondo dell'arte, che speravano nell'assoluzione o nella sospensione condizionale.

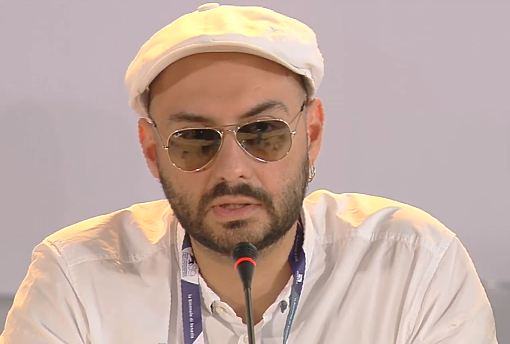
Kirill Serebrennikov

Serebrennikov, rifugiato in Francia, ha attaccato con parole durissime il governo e i tribunali russi (facendo riferimento anche ai crimini di guerra), definendoli "criminali e cannibali [...] che siano maledetti!". Il Ministero degli Esteri francese ha criticato la condanna.
A favore di Berkovič si è schierata anche la nota giornalista televisiva Eva Merksčeva, membro del Consiglio presidenziale per la società civile e i diritti umani, affermando di non poter però chiedere la sospensione della pena perché le figlie della regista hanno più di 14 anni.
Il 15 novembre 2024, Berkovič ha annunciato che avrebbe sospeso il progetto Daughters of SOSO e avrebbe ritirato tutte le sue opere teatrali. Al contempo Finist Jasnyj Sokol è stato tradotto in numerose lingue e rappresentato nel mondo. In seguito le attrici di Daughters of SOSO hanno comunque continuato ad esibirsi.
Il 25 dicembre 2024 la Corte d'Appello ha commutato la pena di Berkovič e Petrijčuk, riducendola però di soli 5 mesi e 2 mesi (5 anni e 7 mesi per Berkovič e 5 anni e 10 mesi per Petrijčuk). Gli avvocati Elena Oreshnikova e Ksenija Karpinskaja hanno chiesto l'annullamento del verdetto di luglio, poiché, a loro avviso, è stato emesso sulla base di esami contraddittori e non scientifici.
Il 6 febbraio 2025 Berkovich è stata trasferita alla colonia penale numero 3 nel villaggio di Pribrezhny (Oblast' di Kostroma), a circa 350 km da Mosca. Poco dopo anche Petrijčuk è stata trasferita in una colonia lavorativa con annesso un teatro. A quel punto, Berkovich aveva trascorso più di 600 giorni in custodia cautelare, che per legge contano ciascuno per un giorno e mezzo, potendo ottenere la liberazione nel 2027 o 2028. I legali hanno annunciato nel 2025 ricorso alla Corte suprema.

### Dopo l'arresto
Da quando è entrata nella colonia penale, oltre a lavorare in laboratorio di sartoria, per un periodo le è stato permesso di dirigere e recitare in un gruppo teatrale, realizzando spettacoli di marionette o con attrici detenute; ha annunciato di stare scrivendo un'opera sulla Seconda Guerra Mondiale, non senza suscitare polemiche. In una lettera aperta ha chiesto ad amici e sostenitori di mandarle storie di parenti che hanno combattuto la grande guerra patriottica, per poterle inserire nell'opera. In prigione ha precedentemente scritto un romanzo incentrato sugli animali.
Berkovič ha affermato di non sentirsi un'oppositrice attiva (una posizione simile a quella tenuta da Brodskij), e gruppi per i diritti umani come l'associazione Memorial la considerano una prigioniera politica. Amnesty International e PEN International hanno chiesto il rilascio di Berkovich e Petriychuk; Amnesty designa entrambe come prigioniere di coscienza arbitrariamente detenute.

## Opere

### Regista teatrale
- 2012 - L'uomo che non lavorava. Il processo a Joseph Brodsky
- Bellezza russa, Mosca, Centro Gogol
- Marina, Mosca, Centro Gogol
- Pinguini, Teatro della Gioventù di Mosca
- Gerontofobia
- 2012 - L'allodola, Teatro d'Arte di Mosca. Cechov
- Amleto, Teatro drammatico di Sverdlovsk
- 2014 - Watchdog, basato sull'opera teatrale di Peer Wittenbols, SamArt Youth Theatre
- 2018 - Sunny Line, San Pietroburgo, Teatro Alexandrinsky
- 2019 - Counting Rhyme, Mosca, Boyarskie Palaty. Longlist del Golden Mask Theatre Award per il 2020. È stato annunciato che il 22 e 23 marzo 2022 sarebbero state le ultime rappresentazioni dell'opera, poiché in relazione all'invasione russa dell'Ucraina, l'autore del libro "Counting Rhyme", lo scrittore georgiano Tamta Melashvili, ha interrotto la collaborazione con il teatro russo.
- 2020 - Ci stiamo lasciando, Performance audio del Mobile Art Theatre. Una passeggiata lungo le Sparrow Hills con la musica del gruppo OQJAV  racconta la tragedia dell'impossibilità dell'amore sulla terra. Il percorso ripete il cammino degli eroi del “Poema della fine” di Marina Cvetaeva: un ponte, un terrapieno, una montagna – ed è completato da frammenti del “Poema della montagna”. Sceneggiatura di Zhenya Berkovič e Aleksej Kiselev. Nel 2021, lo spettacolo è stato nominato per il Golden Mask Theatre Award nella categoria Experiment
- 2022 - Il nostro tesoro, basato sull’omonima opera teatrale di Berkovich, un progetto congiunto dello spazio “Inside” e della compagnia teatrale indipendente “Daughters of SOSO”

Opere in traduzione italiana
- 2020 - Finist, il chiaro falco, traduzione di Alessandra Giuntini. Progetto teatrale indipendente di “Daughters of SOSO”. L'opera, basata su fonti documentarie, racconta le storie delle cosiddette "spose dell'Isis". Nel 2022, lo spettacolo è stato nominato per il Golden Mask Theatre Award in quattro categorie (drammaturgia, regia di Ženja Berkovič, costumi di Ksenija Sorokina, sceneggiatura di Svetlana Petrijčuk). Le vincitrici del premio sono state Svetlana Petrijčuk per la sceneggiatura e Ksenija Sorokina per i costumi. Sorokina ha donato il suo premio all'artista e attivista Saša Skočilenko, che è stata arrestata per aver protestato contro l'invasione russa dell'Ucraina, ed è stata l'unica delle tre artiste coinvolte nel premio a non subire una persecuzione politica, essendo fuggita in Israele. Anche Evgenija Berkovič ha appoggiato questo gesto.[59]

### Drammaturga
- 2016 - autore di una traduzione libera dell'opera teatrale Peer Gynt di G. Ibsen per l'omonima rappresentazione al Teatro della Gioventù di Krasnojarsk
- 2019 - autrice del libretto per l'opera Antigone, a cui è stato assegnato il premio Cuore Musicale del Teatro per il 2021; l'opera stessa, così come il suo regista e compositore, hanno ricevuto il Premio Maschera d'Oro per il 2022.

Sempre sul sito del Teatro Bolshoi, Zhenya Berkovich è indicato come autrice delle traduzioni dei testi per i musical Sweeney Todd: Il diabolico barbiere di Fleet Street di S. Sondheim, Bernarda Alba di M. D. Laciusa, e di Risveglio di primavera di D. Sheik/S. Seiter e altri

### Regista cinematografica
- 2014 - insieme ad Aleksandr Kaščeev: If I were, film documentario

### Attrice
- 2008 - La stazione, un'opera del compositore Aleksej Sjumak, regia di Kirill Serebrennikov
- 2009 - Cain, uno spettacolo della Moscow Art Theatre School-Studio Čechov, regia di Kirill Serebrennikov
- 2012 - Il secondo atto. Nipoti, Centro Sacharov, regia di Aleksandra Polivanova e Michail Kalužskij

### Poesia e prosa
- Mi farebbe piacere se non mi portassi alla parata, 2022. Letta in pubblico da Anatoly Bely
- Zhenya Berkovich, Sveta Nagaeva. Nagolo. Editore: Vitaly Kabakov. — Israele: Book Sefer, 2023. — 72 p. — ISBN 978-617-8082-81-9 .
- Discorso in versi all'udienza del 9 gennaio 2024 ("Vostro Onore, devo dichiarare...")
- Pets - Babel Books Berlino, 2024. - 190 p. — ISBN 9783000799143, romanzo